# Titagar
Titagar – miasto w Indiach, w stanie Bengal Zachodni. W 2003 r. miasto to zamieszkiwało 131 tys. osób.
W mieście rozwinął się przemysł włókienniczy, maszynowy, spożywczy, szklarski oraz papierniczy.